# Yunus (sourate)
Yunus (arabe : سُورَةُ يُونُسَ, Jonas) est le nom traditionnellement donné à 10e sourate du Coran, le livre sacré de l'islam. Elle comporte 109 versets. Rédigée en arabe comme l'ensemble de l'œuvre religieuse, elle fut proclamée, selon la tradition musulmane, durant la période mecquoise.

## Origine du nom
Bien que le titre ne fasse pas directement partie du texte coranique, la tradition musulmane a donné comme nom à cette sourate Jonas.

## Historique
Il n'existe à ce jour pas de sources ou documents historiques permettant de s'assurer de l'ordre chronologique des sourates du Coran. Néanmoins selon une chronologie musulmane attribuée à Ǧaʿfar al-Ṣādiq (VIIIe siècle) et largement diffusée en 1924 sous l’autorité d’al-Azhar,, cette sourate occupe la 51e place. Elle aurait été proclamée pendant la période mecquoise, c'est-à-dire schématiquement durant la première partie de l'histoire de Mahomet avant de quitter La Mecque, bien que différents versets soient de l'époque médinoise. Contestée dès le XIXe siècle par des recherches universitaires, cette chronologie a été revue par Nöldeke,, pour qui cette sourate est la 84e.
Malgré ses différents thèmes, cette sourate « possède une certaine unité thématique ». Néanmoins, « cette sourate constitue clairement un texte composite ». Trois parties sont ainsi lisibles, avec un certain nombre d’additions et d’interventions éditoriales. La partie la plus ancienne pourrait être les versets 3-67, le texte a été agrandi par expansion et par l’adjonction d’une nouvelle section, composée de récits « délibérément composés pour s’intégrer au contexte initié par les v.3-67 ». Decharneux et Dye excluent donc la thèse d’un auteur unique dans un contexte de rédaction unique.

## Interprétations

### Verset 71-74: le récit de Noé
À partir du verset 71, cette sourate change de genre pour devenir narrative. Le récit est à associer au genre des « histoires de punitions », comme dans la sourate Al-A'raf (Les Murailles). Celui des versets 71-74, très allusif, est le plus court du Coran. Ce récit a du être construit en lien avec celui de la sourate Al-A'raf. L'allusion au salaire du prophète trouve un parallèle dans le texte du Pasteur d'Hermas (IIe siècle) et se retrouve dans la littérature juive (en) et chrétienne (en). 

Texte de la sourate (Coran datant de 1874)
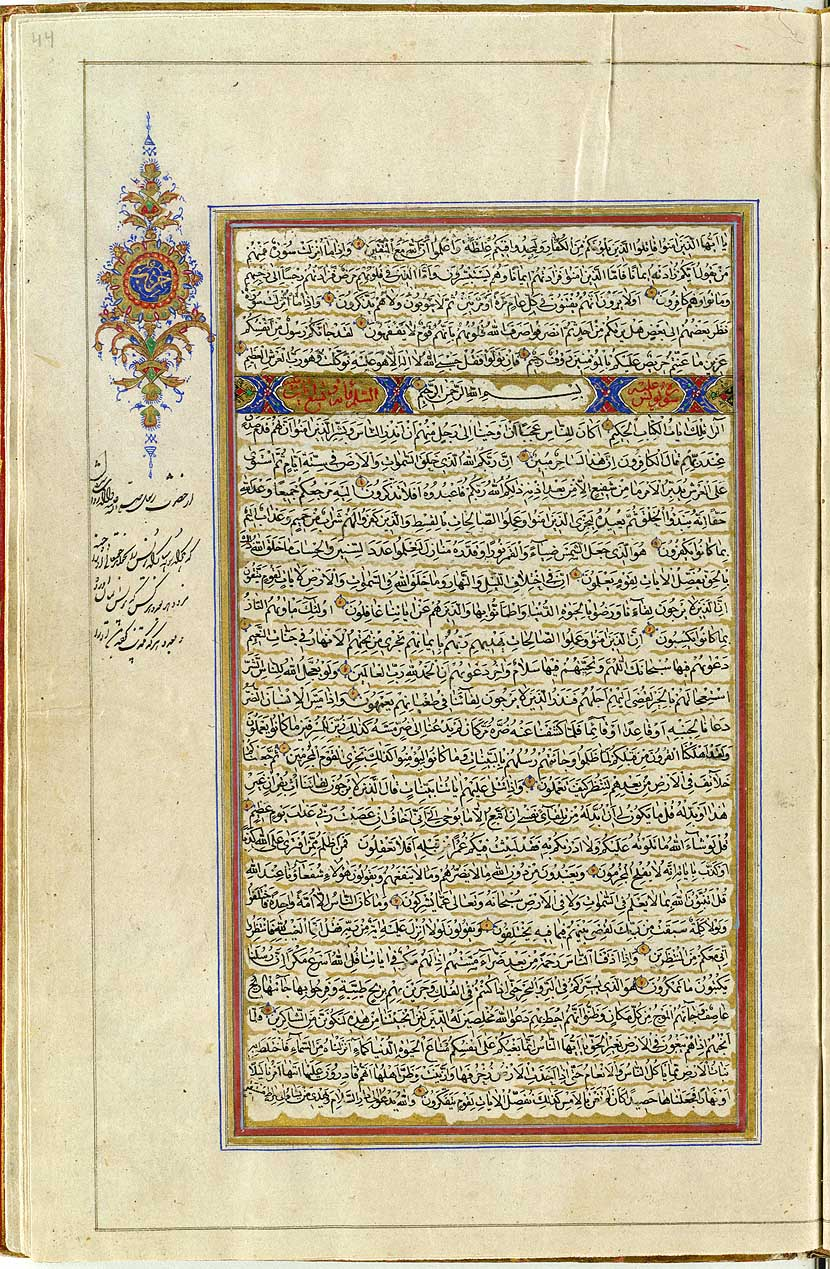
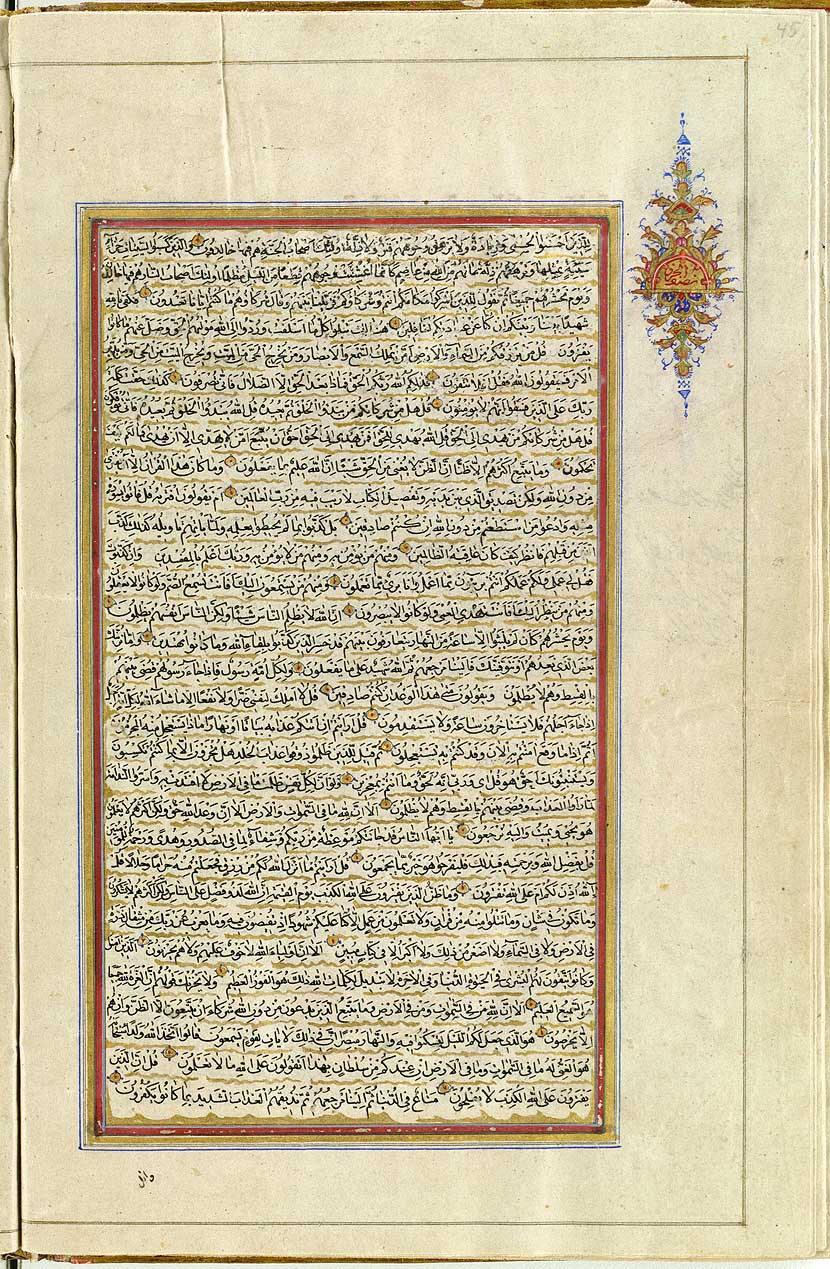
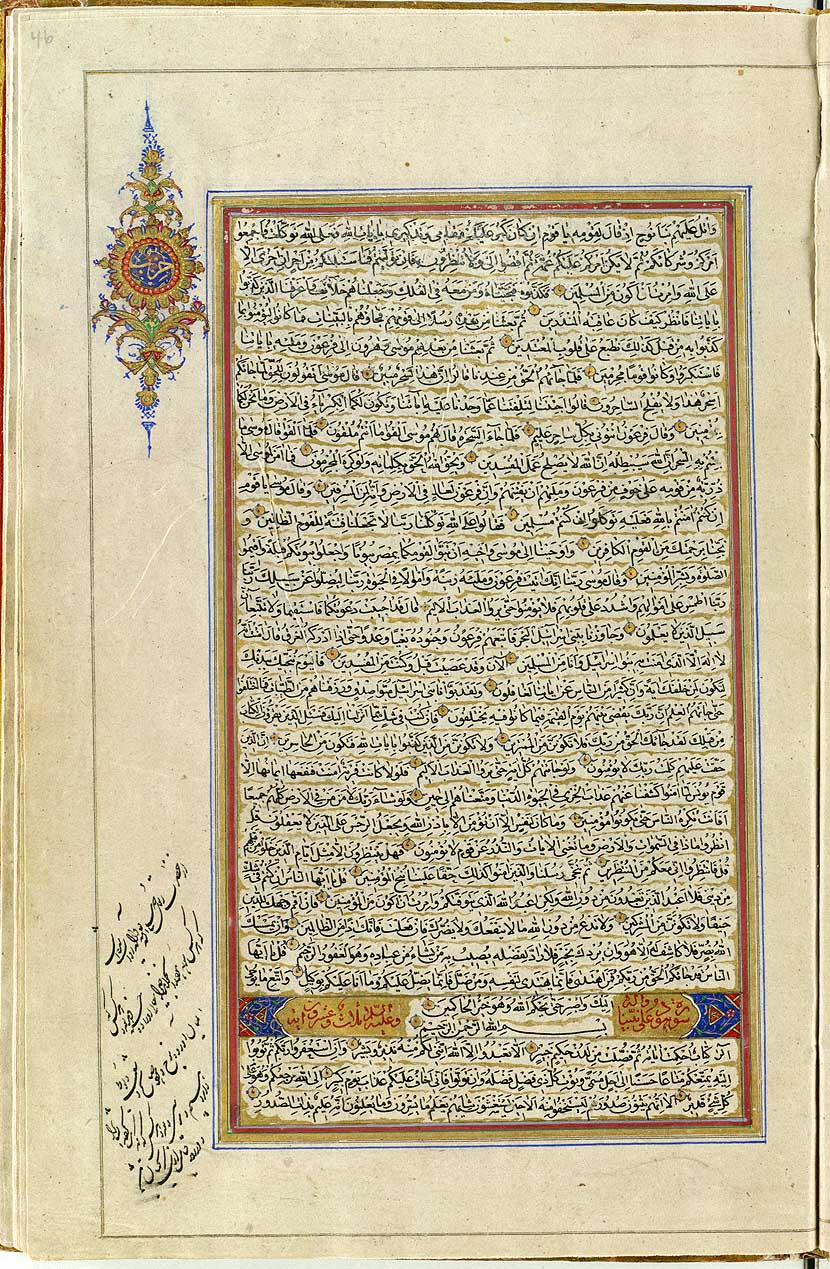